# Menophra knightaria
Menophra knightaria är en fjärilsart som beskrevs av Edward Alfred Cockayne 1949. Menophra knightaria ingår i släktet Menophra och familjen mätare. Inga underarter finns listade i Catalogue of Life.